# Народы Алагейзии
Это статья о народах Алагейзии. О самой стране смотрите статью Алагейзия
Народы Алагейзии — народы вымышленной страны Алагейзии, придуманной Кристофером Паолини в своей тетралогии «Наследие».

## Народы Алагейзии
- Гномы
- Драконы
- Драконьи Всадники
- Люди
- Раззаки
- Серый Народ
- Ургалы
- Шейды
- Эльфы

## Гномы
Гномы — жители Беорских гор невысокого роста. Преимущественно гномы магией не владеют, но у них имеется малочисленный клан магов. Прекрасно владеют боевым искусством. Также гномы являются превосходными ювелирами. Они умеют делать потрясающие вещи из камней, драгоценностей, металлов и т. п. Гномы и мир были созданы Хельзвогом в 0 г. от Нашего Времени. Отсюда следует что гномы зарождались вместе с миром.

### История гномов
- Сверхъестественная война

В этой войне боги гномов во главе с Гунтерой сражались с титанами. Боги гномов победили и заключили тёмные силы в темницу.
- Основание Тронжхайма (30 г. от НВ)

Первый король гномов Корган вывел гномов из пустыни Хадарак и в 30 г. от НВ основал город Тронжхайм, который находится под горой Фартхен-Дур.
- Битва при Фартхен-Дуре (8000 г. от НВ)

В 8000 году от НВ в Тронжхайм прибыл Эрагон. После его прибытия началась битва при Фартхен-Дуре. Ургалы напали на гномов и почти победили, однако Эрагон убил предводителя ургалов Дурзу и его дух заставил ургалов перебить самих себя. В этой битве участвовали представители многих народов, в том числе и гномы.

### Короли
Все нижеперечисленные короли — из рода Дургримст Ингиетум.

#### Корган
Первый король гномов. Вывел гномов из пустыни Хадарак и основал город Тронжхайм под горой Фартхен-Дур.

#### Дондар
Десятый король гномов. Сочинял красивые стихи.

#### Хротгар
Сорок второй король гномов. Отважный воин. Погиб во второй книге во время битвы при Пылающих Равнинах.

#### Орик
Сорок третий король гномов. Племянник Хротгара. Друг и Названный брат Эрагона.
Биография
Родители Орика погибли от оспы, после их смерти он рос сиротой. Через некоторое время Орика усыновил Хротгар.
Орик открыл вход в Беорские горы, чтобы спасти Эрагона, который почти захлебнулся в водах водопада. Если бы не Орик, то Эрагон погиб бы.
Орик сопровождал Эрагона в Фартхен-Дур, где его ждал выговор Аджихада за невыполнение обязанностей.
В битве при Фартхен-Дуре Орик мужественно сражался. За время битвы убил многих ургалов.
Орик сопровождал Эрагона в Эллесмеру. У ворот Тронжхайма он, по велению его короля Хротгара, делает Эрагону предложение о вступлении в клан Дургримст Ингиетум. Эрагон соглашается и становится Названным братом Орику. За время пути дарит Эрагону много разных безделушек, среди них головоломка, которую нужно собрать в кольцо.
В третьей книге Эрагон прибыл в Бреган, форпост клана Ингеитум, и узнал, что Орик двумя днями ранее женился на своей возлюбленной Хведре. Также Орик после долгих споров был избран вождём своего клана. Перед выборами короля гномов Орик заручился поддержкой кланов Гедхтралл, Ледвонну и Награ.
Когда на Эрагона было совершено покушение, Орик провёл расследование и выяснил, что это подстроил клан Аз Свелдн рак Ангуин. На совете гномов Орик предложил изгнать вождя Вермунда и его клан, что и было сделано, и приступить к выборам короля.
На выборах Орик получил семь голосов против пяти, которые принадлежали Надо. После выборов Орик стал 43-м королём гномов. Его поддержали кланы Эбардак, Ледвонну, Награ, Фангур, Урзхад и Вреншрргн.
На состоявшейся затем коронации вызванный бог Гунтера возложил на его голову золотой королевский шлем, ему были принесены клятвы верности вождей, и Сапфирой восстановлен Исидар Митрим.
Затем Эрагон и Сапфира попрощались с Ориком и улетели в Эллесмеру, а Орик стал готовить армию гномов к выступлению против Империи.
Личность
Орик — очень дружелюбный гном, обладающий, как бы это ни было незаметно, большой силой.
Семья
Как говорил Орик, его отца звали Трифк. Он погиб от оспы, когда Орик был ещё ребёнком.
Приёмным отцом Орика является Хротгар.
Жену Орика зовут Хведра.
Интересные факты
Как говорит Арья, Орик хорошо знает обычаи эльфов.
Орик не появляется в фильме.

### Королевство гномов
В этом государстве живут гномы и вардены.
Тронжхайм — столица королевства гномов. Находится под горой Фартхен-Дур. Тут живёт большая часть населения и до 8000 г. от НВ располагался лагерь варденов. В Тронжхайме есть много достопримечательностей:
- Исидар Митрим (Звездный Сапфир, Звездная Роза, Драконье убежище) — сеть пещер для всадников и драконов на вершине города
- Вол Турин (Бесконечная лестница) — очень большая лестница, ведущая в Драконье убежище.
- Библиотека — место, где хранится много книг, в том числе:
  - История Алагейзии в первоначальном варианте
  - Стихи Дондара
- Главный зал
- Кабинет Аджихада
- Тронный зал короля гномов

### Обычаи и религия
У гномов существует много обычаев, в том числе: После смерти короля в тронном зале устанавливалась его статуя. Чтобы не было много желающих править гномами, трон короля сделан очень грубо.
Боги
У гномов есть своя религия.
- Главный бог у них — Гунтера.
- Хельцвог — наиболее почитаемый бог гномов. Он в 1 г. от НВ создал гномов. Также гномы имеют некоторые реликвии:
- Волунд — молот короля гномов, который был выкован 8 тысяч лет назад.[6]
- Золотой шлем с рубинами и алмазами — его носит король гномов.[3]
- Исидар Митрим (русск. «Звёздный сапфир») — главная реликвия гномов. Была уничтожена Сапфирой и Арьей в конце первой книги[7], но восстановлен Сапфирой на коронации Орика.

## Драконы
Драконы — вымышленные существа из тетралогии Наследие. Драконы ведут своё существование с Начала Времён. Гномы верят, что драконов создали боги Урур и Морготал. Именно они, гномы и Серый Народ являются исконными обитателями Алагейзии. Поначалу все драконы были дикими, драконы враждовали с гномами и порой на них нападали, желая полакомиться мясом фельдуноста.
Когда эльфы прибыли в Алагейзию в 5217 году, они считали драконов обычными животными. И однажды на охоте эльф убил дракона, что привело к пятилетней кровавой войне (5291 — 5296 годы). В 5296 году эльф по имени Эрагон нашел драконье яйцо, и вырастив дракона стал первым всадником. Эрагон и его дракон убедили враждующие стороны примириться. Был создан орден Всадников для связи двух народов, а потом и для сохранения мира в Алагейзии.
Алагейзия и народы, населяющие её, благоденствовали, но восстание Гальбаторикса привело к уничтожению почти всех драконов и Всадников. К моменту рождения Эрагона жили только два дракона — Шрюкн, дракон Гальбаторикса, и Глаэдр. Также у Гальбаторикса находились три яйца. Из одного вылупилась Сапфира, из другого — Торн, из третьего — Фирнен (Его всадником стала Арья).

## Драконьи Всадники
Драконьи Всадники (англ. Dragon Riders) — легендарный союз троих народов Алагейзии. Образовался от союза эльфов, драконов и людей. Правил всей Алагейзией целых две тысячи лет. При Всадниках в Алагейзии царил мир и порядок. Но Всадники были уничтожены Гальбаториксом. Спаслись только Оромисом и его дракон в лесу Дю Вельденварден, в королевстве эльфов. Эпоха Драконьих Всадников вновь пришла в Алагейзию в 8001 г. от НВ, когда Эрагон (главный герой) нашёл яицо дракона.

## Люди
Люди — один из народов, которые населяют Алагейзию.

### История
Люди — не коренной народ Алагейзии. Когда континент начал заселяться эльфами и ургалами, люди приплыли сюда из дальних земель. Первые поселенцы высадились на западно-южном берегу и со временем обосновали там Сурду. Они же обосновали Царство Броддринг, которое в конечном счете распространилось на север. Король людей Паланкар высадился на севере и создал там королевство, но погиб от рук Всадников. В сражении Всадников и людей царство Броддринг было разбито, а Империя захватила его земли. Она тогда и стала самым мощным королевством.

### Культура
Человеческая культура в большинстве аграрная, преобладают фермеры и крестьяне, их технология ещё не развита. Различные регионы имеют различные обычаи. Некоторые из них были настолько изолированы, что менее развиты и отличаются от остальных. Все люди, по-видимому, имеют свою религию и верят в судьбу и божественную силу, большинство из них даже суеверны. Некоторое имеют магическую или психическую силу, они способны стать волшебниками или ведьмами, а другие — Всадниками. Купцы и путешественники стали основными распространительными и информационными источниками для многих деревень и регионов которые не привыкли отъезжать далеко от своего дома. Такие деревни, как Карвахолл, проводят ежегодные ярмарки. Помимо того, что ярмарка — праздник, она ещё и позволяет жителям приобретать новые и заграничные товары. Большинство людей являются составляющей Империи. Одни из них служат в армии, другие обычные купцы или крестьяне. Другие люди являются Варденами, повстанцами сражающимися с Империей, и жителями Сурды.

### Государства

#### Королевство Броддринг
Королевство Броддринг являло собой отдельную от Империи нацию. Оно было разбито Гальбаториксом во время великой Войны Всадников, хотя фактически оно существует до сих пор в составе Империи.

#### Империя
Империя Гальбаторикса — самое мощное королевство во всей Алагейзии. Хотя время правления Гальбаторикса назвали «Золотым веком» многие люди страдали пока он был королём, особенно те, кто жил в отдалённых деревнях, которые часто атаковали ургалы. Игнорирование королём защиты простых людей привело к тому, что многие начали присоединяться к независимому духу варденов и Сурды.

#### Сурда
Около 20 лет перед Войной Всадников, небольшая группа людей на юго-западе обрели независимость и стали королевством Сурда.

#### Вардены
Вардены — повстанческая организация, которая боролась против короля Гальбаторикса с целью свергнуть его. Была основана Всадником Бромом.

### Интересные факты
- Люди Алагейзии во многом похожи на людей в эпоху Средневековья. Их культура, развитие очень схожи.

## Раззаки
Раззаки — существа с птичьими клювами и невероятной силой. Действуют тихо и незаметно, чаще в паре. Разаки не владеют магией, но у них есть отпугивающие чары, благодаря которым слабый враг теряет дух, а также их невозможно заметить с помощью мысленного поиска. Ночью раззаки видят лучше, чем днём. Также часто используют своих крылатых летучих мышей летхрблака. Лица и тело прячут под плащом. Используют масло сейтр для пыток, за счёт которого прожигается плоть. Это очень опасный противник. Раны раззаков не заживают очень долго (если они нанесли удар клювом). Раззаки — раса очень древняя, скрытная и незаметная. Гальбаторикс не мог их использовать как ургалов, раззаков он приберегал для важных заданий, например, чтобы захватить юного всадника. Что же касается возможностей, то они безусловно значительно сильнее любого человека и умеют невероятно высоко прыгать. Им также весьма неприятен солнечный свет и вода.

Никто не знает, то ли это название какого-то древнего народа, то ли прозвище, но если у них есть другое название, то они держат его в тайне от всех. Гальбаторикс должно быть обнаружил и призвал их на службу во время скитаний. Одно могу сказать наверняка — они не люди.— Бром

## Серый Народ
Серый Народ — раса, жившая в Алагейзии до прибытия эльфов. Знала древний язык и использовала заклинания, неизвестные даже
эльфам.

## Ургалы
Ургалы (англ. Urgal) — двуногие создания, похожие на людей. Имеют короткие ноги, сильные толстые руки и большие изогнутые рога. Имеют маленькие звериные глазки. Так же, как у гномов, у ургалов семь пальцев на ногах. Рост — у куллов может доходить до 2,7 метров.
Также имеют свой собственный язык. Судя по всему, имеется несколько видов ургалов, самый крупным из которых являются куллы. Об остальных видах практически не упоминается. Ургалы очень воинственны и основой их культуры и рангов является постоянная война и набеги — на людские деревни или же между разными кланами самих ургалов. Поэтому этот народ имеет самую дурную репутацию в Алагейзии. Мир с ургалами был создан только после войны с Гальбаториксом.

### Правители
- Херндалл — совет старейших самок
- Нар-Гарцвог — военный вождь, кулл

В отличие от книги, в фильме Эрагон у ургалов нет рогов, серой кожи и жёлтых глаз. Вместо этого они изображены, как крупные, брутальные люди. Они покрыты боевой раскраской и имеют красные глаза, похожие на кошачьи. По утверждению режиссёра Стефана Фангмейера в интервью на DVD, попытка изобразить ургалов такими же, как и в книге, потребовала бы значительного количества макияжа или значительного количества денег.
Ургалы представлены также в компьютерной игре «Эрагон» (см. англ. Eragon (video game)), причём в двух видах:
- собственно ургалы, изображённые так же, как и в фильме;
- рогатые «куллы» (англ. kull), похожие на образ ургалов в книге.

## Шейды
Шейд (англ. Shadе) — колдун, которым овладели духи. Часто этих духов призывал и заточил в своём теле сам заклинатель.
Агрессивные, весьма опасные, владеют чёрной магией. У шейдов алые волосы, бледная кожа, острые клыки и лишённые зрачков тёмно-красные глаза. Физическая сила намного больше человеческой, а магия по мощности сопоставима с эльфийской. Существует только один способ убить шейдов — пронзить их сердце клинком. При иных ранениях шейды исчезают на время, чтобы потом вернуться. Только эльфу Лаэрти и всаднику Ирнстаду удалось убить шейда и выжить.
Одним из шейдов был Дарза (Дурза) — военачальник, служивший на стороне Империи. Вместе с отрядом ургалов поймал эльфийку Арью, перевозившую яйцо Сапфиры, но Арья во время захвата в плен успела переместить яйцо в окрестности Карвахолла. Дурза доставил Арью в Гиллид, где она подверглась пыткам. Дурза сражался с Эрагоном в Гиллиде, где Всадник некоторое время находился в качестве пленника. Во время сражения шейд был ранен Муртагом, вследствие чего временно развоплотился. В ходе штурма Фартхен Дурза возглавлял армию ургалов, был убит Эрагоном во время битвы в Тронжхайме. После его смерти армия ургалов самоуничтожилась.
В третьей книге упоминается шейд Варог, которого убила Арья.

## Эльфы
Эльфы (англ. Elf) — один из народов Алагейзии.

Эльфы — самый прекрасный народ из всех когда-либо существовавших на свете.— Бром
Эльфы, один из самых развитых народов Аллагейзии. Каждый представитель его народа владеет магическим искусством, это связано с тем, что магия лежит в основе самого существования эльфов. Обладая огромной силой и быстрой реакцией, являются непревзойденными войнами. Также эльфы практически бессмертны; имеют острый ум и тонкое понимание жизни. Многие преданы науке (в основном изучению и совершенствованию магического искусства). Эльфы занимаются поэзией.

### История эльфов
Очень давно жили в далёкой Алалии. Позже часть эльфов приплыла в Алагейзию и поселилась около Тирма. Они жили там некоторое время. Вот как об этом говорит Бром:

Родом они из страны, которую сами называют Алалия, но никто, кроме них, не знает, ни что это за страна, ни где она находится.— Бром
- Война эльфов и драконов

Однажды молодой эльф на охоте случайно убил дракона. Это послужило оскорблением для драконов и они начали войну с эльфами. Ни одна сторона не желала сдаваться. Вскоре молодой эльф Эрагон нашёл яйцо дракона и заключил мир с драконами. Он стал первым драконьим всадником. Вот как о войне говорит Бром:

Эльфы, народ гордый и могущественный, великие знатоки магии, сперва считали драконов обычными животными. Из-за этого произошла одна поистине трагическая ошибка. Как-то раз весьма дерзкий молодой эльф во время охоты загнал молодого дракона, точно какого-то оленя, и убил его. Разъярённые драконы немедленно отомстили: они подстерегли эльфа и зверски его убили. К несчастью, кровопролитие на этом не закончилось. Драконы, собравшись в стаю, напали на эльфов. Напуганные столь ужасными последствиями необдуманного поступка своего собрата, эльфы пытались положить конец вражде и начать с драконами мирные переговоры, да так и не сумели с ними договориться. В общем, если значительно сократить рассказ об этой чрезвычайно длительной и кровавой войне, обе враждующие стороны в итоге пожалели, что эту войну вообще развязали. Ведь сперва-то эльфы вынуждены были сражаться только для того, чтобы защитить себя, им совсем не хотелось разжигать пожар вековой вражды, но жестокость свирепых драконов вскоре вынудила их не только обороняться, но и атаковать, иначе они бы просто не выжили. Это продолжалось целых пять лет и продолжалось бы дальше, если бы молодой эльф по имени Эрагон не нашёл драконье яйцо… Никто не знает, почему это яйцо оказалось брошенным на произвол судьбы. Некоторые считают, что родители детёныша погибли во время нападения эльфов. Другие уверены, что драконы нарочно оставили яйцо в этом месте. Так или иначе Эрагон догадался, какую пользу может принести выращенный им дракон. Он тайком заботился о своём питомце и, согласно обычаям своего народа и правилам древнего языка, дал ему имя Бид Даум. Когда дракон достиг размеров взрослого дракона, они вместе отправились к другим драконам и убедили их заключить с эльфами мир. Мир был заключен, были подписаны различные договоры, а для этого, чтобы война между ними никогда больше не вспыхнула вновь, драконы и эльфы решили создать особую армию, точнее орден: орден Всадников.— Бром
- Времена Всадников

Всадники следили за порядком в Алагейзии. У них была главная цитадель Дору Ариба на острове Врёнгард.
- Переселение

Когда Гальбаторикс захватил власть, эльфы переселились в лес Дю Вельденварден и основали там своё королевство.

### Государства и города
- Алалия — государство эльфов. Находится далеко за морем. Им правит король. Больше об Алалии ничего не известно.
- Эльфийское королевство — государство на северо-востоке Алагейзии. Там живут большая часть эльфов.
  - Эллесмера — столица Эльфийского королевства. Самый богатый и заселённый эльфийский город. Там находится дворец королевы эльфов.
  - " Силтрим " — эльфийский город.